# Dicallomera
Genre
Synonymes
- Dasorgyia Staudinger, 1881[1]

Dicallomera est un genre de lépidoptères (papillons) de la famille des Erebidae, de la sous-famille des Lymantriinae et de la tribu des Orgyiini.

## Liste d'espèces
Selon BioLib (10 février 2019) :
- Dicallomera fascelina (Linnaeus, 1758)
- Dicallomera pumila (Staudinger, 1881)